# Rodolfo di Sens
Rodolfo, di Ponthieu (inizio IX secolo – 15 ottobre 866), fu conte di Ponthieu, dall'845, conte di Troyes, dall'856 e conte di Sens, dall'864 alla sua morte. Fu anche abate laico dell'abbazia di Saint-Riquier.

## Origine
Figlio maschio secondogenito di Guelfo I (seconda metà dell'VIII secolo -824/5), conte di Altdorf e di Edvige di Sassonia (seconda metà dell'VIII secolo - ?). Rodolfo aveva 3 fratelli/sorelle:
- Corrado, ( ca. 800 -† 862/6), conte di Parigi, poi conte di Auxerre, è considerato il primo conte di Borgogna Transgiurana;[1]
- Giuditta (ca. 800-843), sposò nell'819 l'imperatore Ludovico il Pio;[1]
- Emma (818-876), sposò nell'827 Ludovico II il Germanico, re dei Franchi Orientali.

## Biografia
Col fratello Corrado, Rodolfo, dopo che la sorella Giuditta era divenuta la moglie dell'imperatore Ludovico il Pio, si erano stabilito a corte e, per l'interessamento della sorella, gli furono assegnate le abbazie di Saint-Riquier e Jumièges.
Dopo che, nell'829, Bernardo di Settimania era stato nominato ciambellano e custode del loro nipote Carlo, avevano fatto carriera.
Però l'anno seguente, secondo il cronista Thegano, i parecchi nemici (Wala e tutti i collaboratori del co-imperatore Lotario I, tra cui Ugo di Tours e Matfrid I in testa) non tardarono a mettere in giro la voce che Bernardo fosse divenuto l'amante dell'imperatrice, Giuditta di Baviera, che fu chiusa in un monastero, mentre i suoi fratelli, Corrado e Rodolfo, furono tonsurati e, secondo il Nitardo, furono consegnati al re d'Aquitania, Pipino I, affinché li custodisse.
Probabilmente furono liberati una prima volta, ma Rodolfo ed il fratello, nell'833, secondo la Vita Hludowici Imperatoris erano ancora in Aquitania custoditi da Pipino I e riacquistarono definitivamente la libertà nell'834, dopo che Ludovico il Pio aveva sconfitto Lotario I in Bretagna, e la loro sorella era potuta rientrare da Tortona, dove sempre secondo la Vita Hludowici Imperatoris era stata esiliata.
Dopo la morte di Ludovico il Pio, Rodolfo continuò a collaborare (e dopo di lui suo figlio, Corrado) con il re dei Franchi occidentali, Carlo il Calvo, servendolo lealmente e fedelmente. Probabilmente, alla morte del conte Nitardo, nell'845, Rodolfo gli subentrò nella contea di Ponthieu.
Secondo la Chronique de Saint Riquier Rodolfo, definito di sangue imperiale e zio del re Carlo il Calvo, succedette come abate laico dell'Abbazia di Saint-Riquier, all'abate Luigi I.
Molto probabilmente quando, nell'858, ci fu la ribellione dei nobili contro il re Carlo il Calvo, a Rodolfo fu assegnata la contea di Troyes, che era stata tolta ad Oddone I di Troyes.
il conte del Maine, Rorgone II, sempre nell'858, si ribellò, suo fratello, Roberto il Forte l'appoggiò e quando, subito dopo, Ludovico II il Germanico attaccò il fratellastro, Carlo il Calvo, la maggioranza dei nobili, guidati da Roberto il Forte, si ribellarono e rifiutarono di aiutare il loro re, che fu costretto a fuggire. Molto probabilmente Oddone aveva seguito il fratello per cui fu destituito dalla contea di Troyes che fu data allo zio materno di Carlo il Calvo, Rodolfo, mentre riuscì a mantenere la contea di Blois.
Rodolfo, nell'864, prestò giuramento di fedeltà al suo re Carlo il Calvo e molto probabilmente, in quel periodo, Rodolfo ricevette la contea di Sens.
Secondo gli Annales Alamannicorum Rodolfo morì nell'864, come altri importanti conti del regno, mentre, sia gli Annales Bertiniani che gli Adonis continuatio prima riportano che Rodolfo, zio di re Carlo per parte di madre e importante consigliere a corte, a seguito di una colica, morì nell'866,
Morendo Rodolfo lasciò la contea di Sens al figlio primogenito, Corrado, mentre la contea di Ponthieu andò al figlio, secondogenito, Guelfo. La contea di Troyes tornò invece ad Oddone I di Troyes.
Rodolfo è ricordato con due epitaffi a lui dedicati, nel Carmina Centulensia: il n° CXLI, ed il n° CXLII, che ne commemora la morte.

## Matrimonio e discendenza
Rodolfo Aveva sposato Hruodun (? - † dopo l'867) che gli diede quattro figli:
- Corrado ( † 882), conte di Sens e di Parigi. Tumulato nell'abbazia di Santa Colomba di Sens[7]
- Guelfo († 881), conte di Ponthieu, fu abate laico dell'abbazia di Saint-Riquier e poi abate di Santa Colomba di Sens, dove fu tumulato[7]
- Ugo († dopo 867), rettore dell'abbazia di Saint-Saulve, Valenciennes
- Rodolfo (?-?), conte di Augstgau.

## Ascendenza
|                   |                     |          | Genitori              |  |  | Nonni |  |  | Bisnonni |  |  | Trisnonni |  |
|                   |                     |          |                       |  |  |       |  |  | …        |  |  | …         |  |
|                   |                     |          |                       |  |  |       |  |  | …        |  |  | …         |  |
|                   |                     | …        |                       |  |  |       |  |  | …        |  |  |           |  |
| Ruthard           |                     |          |                       |  |  |       |  |  | …        |  |  |           |  |
|                   |                     | …        | …                     |  |  |       |  |  |          |  |  |           |  |
|                   |                     | …        | …                     |  |  |       |  |  |          |  |  |           |  |
|                   |                     | …        | …                     |  |  |       |  |  |          |  |  |           |  |
| Guelfo I          |                     | …        |                       |  |  |       |  |  |          |  |  |           |  |
|                   |                     | …        | …                     |  |  |       |  |  |          |  |  |           |  |
|                   |                     | …        | …                     |  |  |       |  |  |          |  |  |           |  |
|                   |                     | …        | …                     |  |  |       |  |  |          |  |  |           |  |
| …                 |                     | …        |                       |  |  |       |  |  |          |  |  |           |  |
|                   |                     | …        | …                     |  |  |       |  |  |          |  |  |           |  |
|                   |                     | …        | …                     |  |  |       |  |  |          |  |  |           |  |
|                   |                     | …        | …                     |  |  |       |  |  |          |  |  |           |  |
| Rodolfo di Sens   |                     | …        |                       |  |  |       |  |  |          |  |  |           |  |
|                   | Guerino di Turgovia | …        |                       |  |  |       |  |  |          |  |  |           |  |
|                   | Guerino di Turgovia | …        |                       |  |  |       |  |  |          |  |  |           |  |
|                   | Guerino di Turgovia | …        |                       |  |  |       |  |  |          |  |  |           |  |
| Isanbard          | Guerino di Turgovia |          |                       |  |  |       |  |  |          |  |  |           |  |
|                   |                     | Adelinde | Ildeprando di Spoleto |  |  |       |  |  |          |  |  |           |  |
|                   |                     | Adelinde | Ildeprando di Spoleto |  |  |       |  |  |          |  |  |           |  |
|                   |                     | Adelinde | Segarde di Spoleto    |  |  |       |  |  |          |  |  |           |  |
| Edvige di Baviera |                     | Adelinde |                       |  |  |       |  |  |          |  |  |           |  |
|                   |                     | …        | …                     |  |  |       |  |  |          |  |  |           |  |
|                   |                     | …        | …                     |  |  |       |  |  |          |  |  |           |  |
|                   |                     | …        | …                     |  |  |       |  |  |          |  |  |           |  |
| Thiedrada         |                     | …        |                       |  |  |       |  |  |          |  |  |           |  |
|                   |                     | …        | …                     |  |  |       |  |  |          |  |  |           |  |
|                   |                     | …        | …                     |  |  |       |  |  |          |  |  |           |  |
|                   |                     | …        | …                     |  |  |       |  |  |          |  |  |           |  |
|                   |                     | …        |                       |  |  |       |  |  |          |  |  |           |  |

### Fonti primarie
- (LA)  Monumenta Germaniae Historica, Scriptores, tomus II.
- (LA)  Rerum Gallicarum et Francicarum Scriptores, tomus IX.
- (LA)  Nithardus, Historiae.
- (LA)  Monumenta Germaniae Historica, Scriptores, tomus I.
- (LA)  Monumenta Germaniae Historica, Poetarum Latinorum Medi Aevi, tomus III.
- (LA)  Annales Bertiniani.

### Letteratura storiografica
- René Poupardin, I regni carolingi (840-918), in «Storia del mondo medievale», vol. II, 1979, pp. 583–635
- Louis Halphen, Il regno di Borgogna, in «Storia del mondo medievale», vol. II, 1979, pp. 807–821